# 格希元
格希元（？—？），唐朝官员，汴州浚儀（今河南省开封市）人。

## 生平
格希元是北魏青州刺史格顯后裔。父格處仁，隋朝時，任剡县（今浙江省嵊州市）县丞。弟格輔元，為武周朝時宰相。唐高宗时，格希元任洛州司法參軍。章怀太子李贤招集格希元与当时学者太子左庶子张大安、洗马刘讷言、学士许叔牙、成玄一、史藏诸、周宝宁等，共同注解范晔的著作《后汉书》。書成奏上，高宗赏賜大量织品。